# 개리슨 브룩스

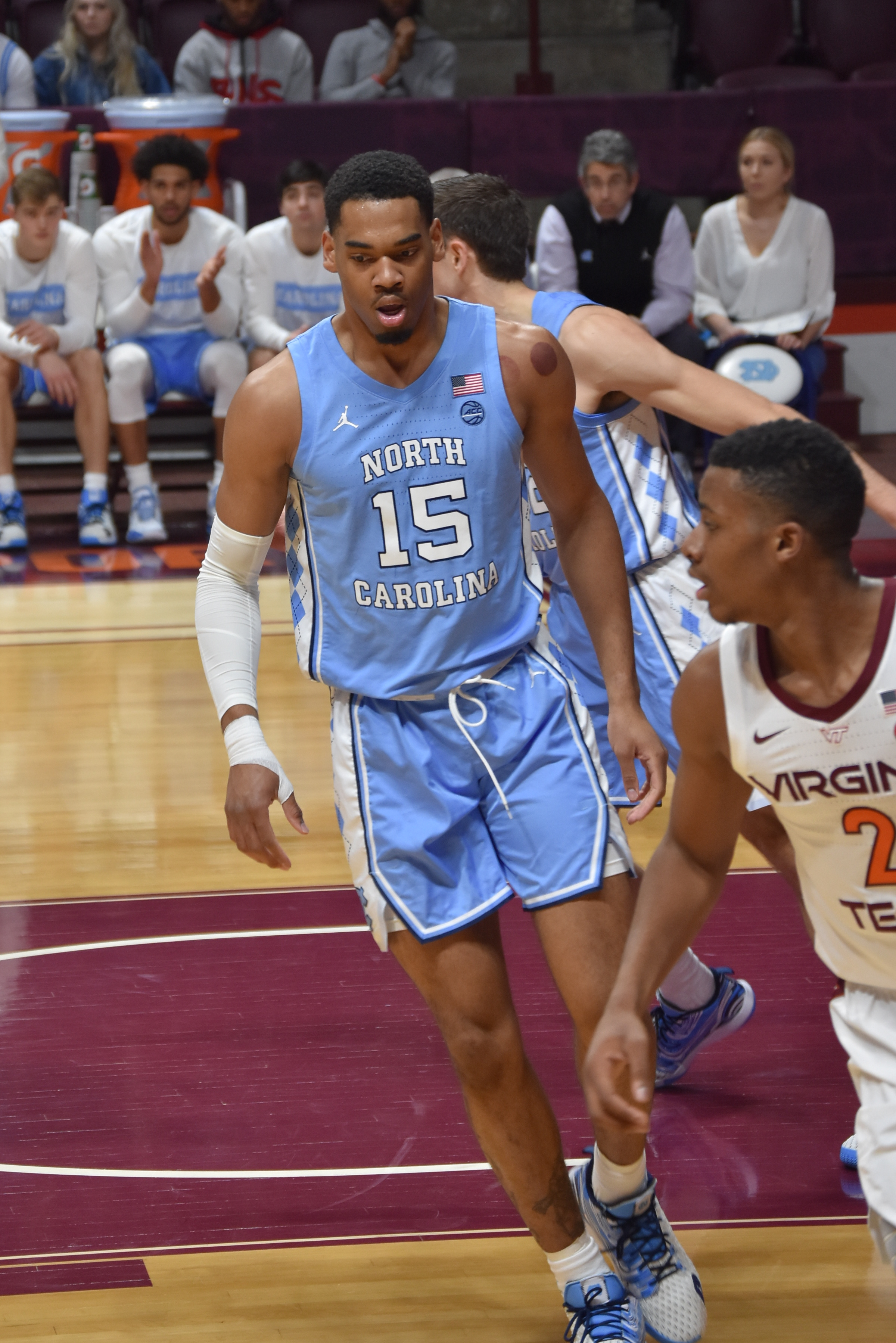

개리슨 브룩스(Garrison Brooks, 본명: 개리슨 오닐 브룩스, Garrison O'Neal Brooks, 1999년 6월 26일 ~ )는 리투아니아 농구 리그(LKL)의 BC 울브스 소속 미국 프로 농구 선수이다. 노스캐롤라이나 타 힐스(North Carolina Tar Heels)와 미시시피 스테이트 불독스(Mississippi State Bulldogs)에서 대학 농구를 했다.

## 고등학교 경력
브룩스는 오번 고등학교에 다녔으며 1학년 때 평균 6.6득점, 9.2리바운드, 0.8어시스트를 기록했다. 2학년 동안 평균 14.6득점, 10.6리바운드, 3.7블록을 기록했다. 또한 3학년 때 평균 16.3득점, 11.2리바운드, 2.7블록을 기록했고, 4학년 때는 평균 14.3득점, 9.1리바운드, 2.3블록을 기록했다. 오번 고등학교에서 4년 동안 1,457득점을 기록하고 1,116리바운드를 기록하여 오번 고등학교 역사상 두 부문 모두에서 1,000개 이상의 리바운드를 기록한 두 번째 선수가 되었다. 또한 334개의 블록으로 학교 경력 블록 기록을 경신했으며 1군 전체 주, 전체 지역 및 전체 지역 명예에 이름을 올렸다.